# Tetradactylus
Genre
Tetradactylus est un genre de sauriens de la famille des Gerrhosauridae.

## Répartition
Les espèces de ce genre se rencontrent en Afrique australe et en Afrique de l'Est.

## Description
Les espèces de ce genre sont ovipares.
Certaines espèces vivent dans des milieux secs, généralement rocailleux et pondent leurs œufs exclusivement dans des termitières.

## Liste des espèces
Selon The Reptile Database (9 novembre 2012) :
- Tetradactylus africanus (Gray, 1838)
- Tetradactylus breyeri Roux, 1907
- Tetradactylus eastwoodae Hewitt & Methuen, 1913
- Tetradactylus ellenbergeri (Angel, 1922)
- Tetradactylus seps (Linnaeus, 1758)
- Tetradactylus tetradactylus (Daudin, 1802)
- Tetradactylus udzungwensis Salvidio, Menegon, Sindaco & Moyer, 2004

## Publication originale
- Merrem, 1820 : Versuch eines Systems der Amphibien I (Tentamen Systematis Amphibiorum). J. C. Krieger, Marburg, p. 1-191 (texte intégral).